# Taylor Williams
Taylor Grant Williams (né le 21 juillet 1991 à Vancouver, Washington, États-Unis) est un lanceur droitier des Giants de San Francisco de la Ligue majeure de baseball.

## Carrière
Après avoir joué la saison de baseball 2011 avec les Cougars de l'université d'État de Washington, Taylor Williams évolue au Mt. Hood Community College, un collège communautaire de Gresham (Oregon), puis est invité à rejoindre les Golden Flashes de l'université d'État de Kent. Il signe son premier contrat professionnel, assorti d'une prime de 400 000 dollars, avec les Brewers de Milwaukee, qui le réclament au 4e tour de sélection du repêchage amateur de 2013.
Dans les ligues mineures, Williams rate deux saisons entières (2015 et 2016) après avoir subi en août 2015 une opération Tommy John au coude droit. Il retrouve les terrains en 2017 lorsqu'il est assigné aux Shuckers de Biloxi, le club-école de niveau Double-A des Brewers de Milwaukee.
Taylor Williams fait ses débuts dans le baseball majeur comme lanceur de relève pour les Brewers de Milwaukee le 6 septembre 2017 face aux Reds de Cincinnati.